# Богутово Село
Богутово Село је насељено место у општини Угљевик, Република Српска, БиХ. Према попису становништва из 2013. у насељу је живело 311 становника.

## Назив
Назив села потиче из средњег века, из периода средњовековекне Босне, што показују наводи Константина Јиречека у делу Die Romanen Dalmateus где каже да је Богоје Богутовић један од људи у Грнчареву које краљ Стефан Дечански даје Дечанима да буду соколници, а Ђуро Даничић у Речнику из књижевних старина српских наводи да се пратилац Остоје Паштровића, поклисара Радослава Павловића на Порти, звао Богут, што значи да је био из ових крајева, из Зворника или Јаблан Града. Слично потврђује и Ћиро Трухелка у Гласнику Земаљског музеја, тврдећи да је Тврдиша Богутовић био Исабегов посланик у Цариграду, што потврђује да је име Богут било уобичајено у српском народу и да су по њему произведена породична презимена Богутовић. Из овага се може закључити да је Богутово Село било под управом Јаблан Града и да је било власништво неког великаша Богута, по коме је и добило име.

У народу постоји предање да су постојала три брата, Богут, Малеш и Угљеша, који су били власници простора од Баљка до Удригова и да су по њима настали називи Богутово Село, Малешевци и Угљевик.
У монографији Богутово Село које н(а)естаје аутор Слободан Лукић погрешно закључује да се турски топоним Лаб Дереси из османског пописа односи на Богутово Село, а не на Угљевик. Лукић заснива своју тврдњу на погрешној локацији старог Угљевика, смештајући га у подручје данашњег Угљевик Села, иако је најстарије познато лоцирање Угљевика везано за подручје данашње Угљевичке Обријежи.
Он наводи да се под именом Лаб Дереси "вјероватно крије Богутово Село, јер је оно најближе и највише окружено ријеком и њеним највећим притокама, што објашњава и сам турски назив села (лаб дереси — долина ријеке)" (стр. 30), као и да је "Угљевик Село брдо и село под косином, без иједне ријеке, али да је граничило са Богутовим Селом које пресијецају многе рјечице и потоци" (стр. 194).

Међутим, у самом османском попису из 1548. године јасно је наведено да је ријеч о истоветном насељу са два имена: "село Лаб-дереси, другим именом Угљевик", чиме се потврђује да је Лаб Дереси заправо назив за Угљевик, а не за Богутово Село.
Богутово Село, једно вријеме, се звало и Вучјак, по свом највећем засеоку Вучјаку, у чијим су шумама и гајевима обитавали велики чопори вукова и других звери.
Под овим именом Богутово Село се први пут спомиње у аустроугарском попису становништва 1880. године, које је извршен након преузимања Босне од Турака и на основу кога се сазнаје да је те године у насељу било 145 кућа и 800 становника Срба првославне вере.

## Географија

### Положај
Према географском положају Богутово Село се може сврстати у подмајевичко, јер се налази на на самој северној граници мајевичких побрђа и јужној граници Семберије. Смештено је на простору јужно од Бијељине, у општини Угљевик. Граничи се са Угљевик Селом и Мезграјом са источне и јужне стране и Забрђем, Малешевцима и ТобуТом са северне и западне стране, чијим обронцима тече река Јања и пролази магистрални пут Бијељина—Тузла. Граница Богутовог Села почиње на ушћу Угљевичке реке у Јању, испод брда Косе, иде према западу уз корито реке Јање, између Забрђа и Малешеваца, до Камените Косе, на тромеђи са Тобутом. Одатле се пење уз Камениту Косу према Бандијери, преко Хајдуковог Брда и Кикова на Мраморје, па преко Равног Гаја на Јаблан Град, са којега се спушта у Мићића поток, све до Угљевичке реке и даље њеним коритом до реке Јање. Са јужне и источне стране ова граница раздваја Трначко, Мезграју и Угљевик од Богутовог Села, а корито Јање од Забрђа, Малешеваца и Тобута. Све границе су природне, Јања, Угљевичка река, Мићића поток као водотоци и Трначко и Јаблан Град као висови.

### Клима
Клима за ово подручје је умереноконтинентална, коју карактеришу кратке и оштре зиме и дуга и топла лета. Зима обилује снежним покривачем када се температура спушта и до -20° у току ноћи, док су летњи дани сунчани и жарки, са високим температурама и топлим ноћима. Просечна температура је 11,2°, иако су температурна колебања у току године изразита и варирају у појединим месецима од 0,4° до 22°. Температуре изнад 22° настају половином јуна па све до краја августа када почиње дуга и блага јесен која траје све до краја новембра, а понекад и дуже. Први мразеви се јављају половином октобра и у пролеће до средине априла, што значи да лепи пролећни и летњи период траје од априла до октобра. Оваква клима погодује гајењу разних врста пољопривредних производа, посебно житарица и поврћа, као и воћа, нарочито јагода и малина које се гаје на плантажама и мањим површинама и на лошијем земљишту.

### Рељеф
Рељеф Богутовог Села је заталасан, са благо узвишеним косама, где највиша брда имају надморску висину око 300 м (Косе 300 м, Прокос 295 м, Лукића или Гаврића брдо 302 м). Врхови брда, посебно њихове северне стране су шумовите, док су јужне ескпозиције засађене шљивом или другим воћем, а честе су ливаде и испасишта за стоку. Због богатих налазишта угља, на простору Богутобог Села је отворен дневни коп за експлоатацију који служи за потребе погона термоелектране, притом је дошло до измене рељефа, посебно централног дела села, па се о стабилности рељефне слике тешко може говорити. Целокупна територија је брдовита, са истакнутим превојима Вучјака и Прокоса на истоку, Суђенице и Лукића брда на западу. Изнад Богутовог Села и његових узвишења уздижу се Јаблан Град (451 м) и Хајдуковоо Брдо (439 н), који доминирају подручјем.

### Воде
Хидрографију Богутовог Села обележава сливно подручје реке Јање, која својим средњим током протиче ивицом села, и у коју се са десне стране уливају Ломски поток, Мезграјица и Угљевичка река, сви водотоци из Богутовог Села. У ове речице и потоке сливају се воде које као извори и сеоски каптирани бунари, служе становништву села за снабдевање водом за пиће и напајање стоке, док се као техничком водом и за заливање поврћа служе водом из речица и потока. Река Јања опасује села са северне и западне стране и својим водотоком омеђује сеоски атар. Хидропотенцијал Јање и њених притока је искоришћен за изградњу вештачког језера Снијежница, које обезбеђује потребну резерву воде у току године за несметани рад Термоелектране Угљевик. Јања извире испод самог врха Мајевице (Бањ Брдо 694 м) и улива се у Дрину на коти од 105 м. Укупна дужина корита износи 57 км. Због велике висинске разлике и кратке дужине корита, Јања има бујичав водоток велике брзине, па се стално и видљиво укопава у тле. Код великих летњих бујица изазива поплаве у пољима кроз која тече и наноси штете усевима. Она је мењала своје корито, одроњавајући мукатску и малешевачку обалу са обе стране, плавећи Лукића поља и прудове, наносећи шљунак и песак на оранички слој. Велике поплаве стварале су се на ушћу Мезграјице у Јању током кишних летњих месеци.
У Богутовом Селу постоје бројни локални извори питке воде и бунара. На Мукати Стокановац, Утрна, Хајдучка вода, Велин бунар, Ћирића вода и Томин бунар, у Станковићима Ђокића бунар, Стојановац и Бубан вода, у Томићима Митровић бунар, Стиблиште и Водица, у Видовићима Амбарине, Божина вода и Бојића вода, у Саријама Башчица, Буковац, Градина, Ловачка вода, Стублић, Вићића бунар и врело, на Брђанима Точак, Пецка, Никића вода, Киканов извор, Патина вода, Раденовац, Перића водица, Ступ, Пајића точак и Лукића вода, у Грабовцима Инђића вода, Ђокина вода и Будин извор, у Прокосу Пецка 1, Пецка 2 и Шундак вода, у Доњем Вучјаку Бањица, Језеро и Водица, у Горњем Вучјаку Сантрач и Тешина вода и у Кошарићима Буковац, Пајића вода и Сантрач.
На Јањи су постојале бројне воденице, Новакова, Старка, Лукића воденица, Корајка, Алексина воденица, Жерајића воденица, а на Мезграјици десетак мањих воденица.
У току 2003. године почели су радови на изградњи водовода у засеоцима Муката и Станковићи. На Лукића брду је изграђен резервоар 100 м3 воде и спроведена доводна и разводна мрежа кроз овај део Богутовог Села.

### Састав земљишта
Испод пашњака, ораница и шума леже дебели слојеви мрког угља који су смештени у источном делу села, углавном испод Вучјака и Грабовца. Практично половина села лежи на квалитетном слоју мрког угља на земљишним дубинама, тако да ће се ископом и обимнијом експлоатацијом много променити слика села.
У геолошком саставу преовладавају мицеонски слојеви кречњака, конгломерата и мрког угља који компактно належу и у својим међуслојевима немају водених депоа, подземних језера или издана. Западни део Богутовог Села нема значајнијих угљених резерви, тако да тај део задржава могућност даљег развоја пољопривреде и сточарства и сагледава објективну будућност. Међутим, овај део села још није рударски дефинисан, мада до 2004. није било интереса за ширење рудника према западу села, односно засеоцима Муката и Станковићи. На источном делу Богутовог Села, у засеоку Доњи Вучјак, од 1980. године се експлоатише чиста кречњачка ризла, која се продаје у пољопривреди за калцификацију пловастог земљишта или се дроби и меље, те као чисти кречњак испоручује за потребе хемијске индустрије, као пунила.
Земљиште Богутовог Села је део семберско-мачванске макроплавине, која је настала у постмаринском периоду као залеђе алувијалне равни долине реке Дрине и која захвата раван на надморској висини од око 200 м. То је виша тераса од семберске, чија је надморска висина 100 м. Поједини слојеви битно се разликују у профилу, што се посебно односи на наслаге глине и кречњака. Семберија и Подмајевица представљају алувијум некадашњег Панонског мора и сливних речних корита који су после повлачења, наплавинама, наносили са околних брда шљунак, песак и муљ и стварали заравни и плодно земљиште. Да је Богутово Село било део некадашњег мора, говоре налази морских љускара и шкољки у брдима на Косама и Вучјаку, где се експлоатише кречњачка ризла, и у мајданима, где се копа меки кречњачки камен од којег сељаци праве куће. Шкољке су врло крупне и потпуно урасле у наслаге кречњака. Заступљени су чисти седименти слојеви који су хиљадама година, ерозијом потока и Јање, створили алувијалне површине и наплавине које данас представљају плодно земљиште. У централном делу села преовладавају глине, сионица на побрђима и долинске глине уз водотокове Јање. Однос алувијалних земљишта према сионицама је зналајан, јер је Богутово Село без већих равница и изразитих узвишења и гребена, а глиновито земљиште на кречњачкој подлози погодује гајењу воћа, посебно шљива, крмних биља и житарица. Ограничени хумусни слој је танак, па се обавља плитко орање плугом како се не би оштетио корисни и урађени хумусни слој.
Већина ораничких површина настала је крчењем шума, тако да крчевине имају мале парцеле, највише до једног хектара у просеку и преовладавају мањи поседи са много међа који су настали деобом. Изградњом рудника Богутово Село пољопривредно земљиште је знатно смањено, уништено и нестало, па су постојеће површине изузетно редуковане. Пољопривредно земљиште у Богутовом Селу креће се од друге до осме класе, па су и сеоски приходи од њега осредњи. Углавном се сеју и производе житарице за властите потребе сеоских домаћинстава, и то претежно кукуруз, који се користи за исхрану стоке. Пошто се пшеница користи искључиво за људску исхрану, властита производња је недовољна па се купује у Семберији, односно на пијаци у Бијељини. Поред пшенице, сеју се раж, јечам и ређе зоб, који се употребљава као сточна храна. Најплодније земљиште налази се на западној ивици села. То су Лукића поља и прудови уз корито Јање, а обухватају комплекс око 70 хектара. Те оранице највише класе дају максималне приносе, а погодне су за сејање пшенице због равног терена и могућности употребе машина и комбајна за жетву.

### Шуме
Шуме су као и земљиште, углавном су у приватним рукама. Све је одувек у власништву мештана, па је државних шума мало. Шуме су мешовитог типа, храст, буква, граб и багрем, а уз реку Јању постоје и мањи комплекси врбе, тополе и јохе. Код ових мешовитих шума, на већим висинама, осећа се утицај континенталне климе. Шуме су искључиво лишћарске, јер ниска надморска висина не омогућава природни раст четинарима. У Богутовом Селу има укупно 471 хектар земљишта под шумом, од чега у приватном власништву 404 хектара. Значајне шумске површине су Косе, Гајеви, Мраморје, Осоје, Трњешњаци и Бареши. Нема много високих шума и чистих састојина. Храстове шуме су посечене приликом изградње пруге за Мезграју, јер су се од овог квалитетног дрвета резали прагови за пругу. Преовладавају шуме пањаче, нарочито код грабових и букових шума тако да већих шумских комплекса нема. Шумско дрво, посебно храстово и јасеново, употребљава се као грађевински материјал за изградњу кућа и других објеката, а мање квалитетно дрво за огрев. У периоду насељавања Богутовог Села у 18. веку, земљиште је било покривено густим и квалитетним храстовим, грабовим и буковим шумама које су крчене и проређене, а постојеће значајне површине заузимају багремове шуме које се понегде и наменски саде или расту по косинама и лошијим парцелама. Најквалитетније дрво је храст, које се посебно чува у сеоском домаћинству и врло нерадо сече.

## Уређеност и саобраћај
Богутово Село је имало укупну површину од 2.172,83 хектара и састојало се од десет заселака који су се налазили један на други од севера према југу. Засеоци су Вучјак (Горњи и Доњи), Брђани, Кошарићи, Грабовци, Сарије, Томићи, Видовићи, Станковићи и Муката. Укупна дужина села од истока према западу, односно од Угљевика до Малешеваца износи 6 км, а од севера према југу, односно од Забрђа до Мезграје 4 км. Село се налази на два већа трокрака превоја, Вучјак—Грабовици—Брђани и Лукића брдо—Суђеница—Трешњици. По источним и западним ивицама села, а посебно по средини, протежу се долине речица Угљевичке реке, Мезграјице и реке Јање, тако да је Богутово Село нагнуто према северу и северозападу јер се његова јужна страна ослања на мајевичке обронке Јаблан Град и Хајдуково Брдо, односно Трначко. Котлина Мезграјице сече село на два дела изнад којих се уздижу превоји Горњи Вучјак и Муката, тако да ти превоји, у оба случаја, чине трокраку уздигнуту рељефну и орографску форму. На највишим котама Богутовог Села налазе се засеоци Муката, Станковићи и Вучјак, док се остали налазе на превојима, косинама и удолинама.
Богутово Село има добро решен спољни саобраћај и главне прилазе, док су саобраћајнице унутар села тврди макадамски и меки пољски путеви. Унутрашњи сеоски путеви немају потребне габарите и консттрукцију за тешки саобраћај, али су релативно погодни за комуницирање запрежним возилима и тракторима, па и осталим возилима којима није потребан асфалтни коловоз. Сеоски засеоци су међусобно добро повезани и нема куће до које не долази макадамски пут. Понегде уз већа брда према шумама, још постоје меки макадамски путеви, који су употребљиви само у летњим месецима, али су тешко проходни у јесен, када су најпотребнији за извлачење убраних усева и огревног дрвета за зиму. Путеви који повезују село са магистралним путем Бијељина—Тузла су Мезграја (Гајићи)—Угљевик—Обријеж, Сарије—Баре—Доње Забрђе и Вучјак—Баре—Станковићи—Муката (Викенд насеље)—Малешевци.
У другој половини 20. века изграђена су два колска бетонска моста на реци Јањи, којима је Богутово Село повезано са магистралним путем, а 1976. године у Лукића пољима изграђен је пешачки висећи мост за прелаз преко Јање, између Богутовог Села и Малешеваца. Село је овим мостом повезано са магистралним путем за Угљевик и Бијељину, а распона је 28 м. Дрвени мост преко Мезграјице је изграђен 1965. године, али је касније пренесен у Пељаве. Самодоприносом мештана засеока Муката, уз помоћ термоелектране, изграђен је бетонско-челични колски мост на Јањи, који повезује западни део Богутовог Села и Мукату магистралним путем за Угљевик и Бијељину.
Кроз село долином Мезграјице је 1938. године, изграђена железничка пруга уског колосека (75 цм), која је повезала Бијељину са рудником угља у Мезграји, одакле се преко Саве одвозио угаљ потрошачима. На овој прузи у селу су биле две станице, Пецка и Баре, где је воз стајао да прими путнике и ђаке, који су путовали у Угљевик и Бијељину на пијацу и у школе. Ова пруга је укинута изградњом рудника и термоелекране 1980. године.
Укупна дужина сеоских макадамских путева износи 25 км. Поправљају их и одржавају мештани, а помоћ им пружа и општина дајући им шљунак и туцаник за насипање путева. Године 2004. планирано је асфалтирање главних путева у селу, али радови нису започети због нерешених имовинско-правних односа.

## Историја
У периоду владавине Римског царства Балканом, па и Семберијом и Мајевицом, значајно је унапређена територија и живот на њој, формиране су нове културне и цивилизацијске навике код постојећег становништва, изграђене саобраћајнице од Јадранског мора према северу, долинама Дрине, Босне, Врбаса и Уне према Сави, и даље преко Саве и Дунава. Из овог периода, на простору Мајевице и Семберије, остали су трагови као што су тврде путне комуникације, темељи бивших грађевина и материјални остаци у виду опеке, грнчарије и металног оруђа. Највише остатака је пронађено у Семберији, јер је ово подручје било гранично између римских провинција Илирика и Паноније, па су и делатности којима су се Римљани бавили више везане за обраду пољопривредног земљишта и њено модернизовање, а мање за сточарство, којим се бавило затечено варварско становништво у планинским подручјима. Пошто је планина Мајевица била потпуно обрасла шумом, Римљани у њој нису градили насеља нити развијали значајне привредне делатности, изузев експлоатације соли на јужним обронцима планине, на простору данашње Тузле, због чега је ова област и добила назив Соли. На северним падинама Мајевице нађени су остаци у виду римског металног новца, који је откривен у селу Тобуту. У Богутовом Селу нису нађени остаци из римског периода, иако постоји могућност да је преко насеља водио друм, који је ишао са врха Удригова према северу, на ушћу Дрине у Саву, и даље према Сирмијуму. Граница између Паноније и Илирика је ишла је врховима Мајевице или њеним северним побрђима, па је простор Богутовог Села припадао Панонији. Због унутрашњих слабости и трвења, распад Римског царства је почео крајем 4. века, када су га почели нападати хунска племена са истока и Готи са севера Европе.
Насељавање Балканског полуострва Словенима започело је 602. године. Тада су огромне масе Словена дошле до Дунава на чијој левој страни су биле улогорене скоро 40 године. Након смрти византијског цара Јустинијана, који је великим бројем утврђења дуго спречавао прелазак Словена преко Дунава, провалила је словенска маса на простор Балкана, и у периоду од свега петнаестак година заузела простор Јадранског приморја, Босне, Србије, Бугарске и Грчке све до Атине, те запосела Балкан етничким словенски елементом. Паралелно са Словенима, дошли су и Авари који су покушавали да освоје Цариград. Опседали су га шест месеци, али нису успели и напустили су борбу. Они су као јачи ратнички народ владали овим подручјем и угрожавали западну Европу све до краја 8. века, када је војска Карла Великог уништила аварски каганат. Крајем 8. и почетком 9. века, почињу да се развијају самосталне словенске жупаније и државице, чије формирање су спречавале најезде хунских племена, која су у великом налету заузели најзначајнији део Панонске низије и формирали самосталну хунску државу, касније Мађарску. Њихова држава се брзо развијала и ширила, тако да је владала просторима северно од Саве и Дунава све до 17.века, па је под њену власт често потпадало Подриње, посавина и Мајевица. Власт над овим крајевима се стално мењала између Српске деспотовине, Угарске краљевине и Босанске државе. У том периоду нарочито су се развили град Звоник (Зворник) на источном делу Мајевице уз Дрину, град Сребреник на западном делу Мајевице и градска утврђења са подграђима Теочак и Јаблан-Град, који својим високим котама обележавају јужну границу Богутовог Села. Као главни град ове широке територије Зворник се први пут спомиње 1412. године, када се мађарски краљ Жигмунд са војском налазио у његовој околини. Најстарији дубровачки писани извори о постојању насеља Зворник спомињу се у једној босанској повељи 1423. године, где сее истиче да Зворник припада Усори. Нешто касније, 1453. године, у деспотској титули Ђурђа Бранковића, Усора се означава као његова жупа, а Јиречек је тврдио да је Бранковић само држао Зворник и Теочак са околином. Под данашњим именом Зворник се први пут помиње 1519. године у уговору о миру који су међусобно склопиле Угарска и Турска, и који је трајао свега три године. Током целог средњег века, град је носио име Звоник, и под тим именом се спомиње све до 17. века. Међу првим господарима Зворника спомињу се браћа Вукашин и Вукмир Златоносовић, кнез и војвода жупе Зворник, која је у ширем смислу припадала области Усори. Њихови поседи су били велики и обухватали су скоро целу североисточну Босну. На северу према Угарској, граница поседа је ишла линијом Шепак—Теочак—Доња Тузла—Грачаница, а на западу и југу линијом Грачаница—Кладањ—Власеница—Јавор планина, односно до земље Павловића. Због великог привредног значаја овог подручја и важног географског положаја самог града, дубровачки трговци и занатлије су имали у њему своја имања, занатске радионице и трговину, односно своје колоније у којима се обављала целокупна привредна делатност и од које су господари града имали велике користи.
С обзиром да је Панонијом владала Угарска, а северозападним делом Балканског полуострва Краљевина Босна и Српска деспотовина, Мајевица је представљала веома важно стратешко упориште свакој од ових држава, па су се непрекидно смењивале на том подручју, градећи своја утврђења и одбрамбене куле. Због тога Мајевица никада није припадала баштини неке познате феудалне породице, него је била издељена између Котроманића, Дињичића и Златоносовића све до 1435. године када је потпала под угарску власт. Освојивши мајевачке превоје, Угарска је приступила обновљању утврђења и њихових подграђа, при чему је највећи значај дала Теочаку, Сребренику и Соколу на Требавцу код Грачанице. Теочак се први пут помиње 1432. године, као утврђење изнад речице Тавне, коју угарски краљ, као свој посед, поклања српском деспоту Ђурђу Бранковићу у склопу осталих делова североисточне Босне. Краљ Жигмунд је Теочак уступио Српској деспотовини, па је у њему 1452. године боравио сам деспот Ђурађ. Од 1464. до 1510. године у Теочаку су столовала двојица босанских владара, Матија Војисалић, кога су Турци поставили да у њихово име, одмах по освајању овог подручја, влада Босном, а једно време, када је Уграска одвојила Сребреницу од Србије, у Теочаку је боравио угарски намесник Никола Илочки, одакле је овим подручјем управљао као вазал. У последњим деценијама пред пад Босне у турске руке, ивот се одвијао и у Јаблан Граду, највећем узвишењу изнад Богутовог Села.

### Под турском влашћу
Падом Јајца под турском вчашћу, босанска држава ја 1463. године изгубила самосталност. Турци су је поделили по узору на затечену административну поделу територија на четири области. Семберија и Мајевица су припадале области Павловића (вилајет Павли) и задржали су постојеће границе феудалних поседа, Павловића, Ковачевића и Херцег Стјепана.
У територијалном оквиру Босанског санџака није било у почетку обухваћено подручје североисточне и северне Босне, односно њених средњовековних жупа Соли и Усоре, јер ови предели још увек нису били освојени у целости већ су их држали Угари, у оквиру своје Сребреничке бановине.
Падом Српске деспотовине и освајањем Сребренице и Зворника 1462. године, ово подручје се припаја Смедеревском санџаку, заједно са средњим Подрињем, а мала административно управна јединица на босанској страни добија назив Сребренички кадилук. Овај кадилук са седиштем у Сребреници налазио се у склопу Смедеревског све до 1480. године када је основан Зворнички санџак. Он се полако шири према северу и северозападу и почетком 16. века се сатоји од 31 нахије, од којих са десне стране Дрине било десет, а са леве двадесетједна нахија. Турци су 1528. године начинили попис Зворничког санџака. Из пописа се види да је у нахији Заврш забележено девет села, а у нахији Теочак једанаест села. Богутово Село није забележено јер је било пусто и напуштено. Пошто је било претходно насељено, очигледно се староседелачко становништво разбежало или бестало у ратовима, приликом турског освајања, а највероватније је избегло преко Саве у Угарску, што потврђује турски попис из 1533. године, у коме су теритпроје Подмајевице и Семберије биле готово празне. У наредних двадесетак година овај простор се постепено насељавао, тако да је на турском попису из 1548. године, новооснована Бијељинска нахија имала двоструко више православних од муслиманских кућа, тј. 554 православних кућа. Становништво су углавном чинили власи-сточари и Срби који су се досељавали из јужне Србије и Старе Рашке. У турским пописима, а нарочито попоису из 1548. године, помињу се бројна мајевичка и помајевичка села као што су Лопаре, Тобут, Прибој, Вукосавци и Трначко, а пописом из 1572. године спомињу се и конкретна имена појединих становника тих села. Пописом из 1548. године у нахији Теочак је пописано четрнаест села: Рудине (Средњи Локањ), Врх Локањ, Горњи Локањ, Брањево, Доња Палица, Горња Палица, Орахово Селиште, Сухо Поље, Бјелошевац. Лебдереси (Угљевик), Трнова, Лукова, Орахова и Бањица. Око 1551. године стигла је царска заповест у Зворник из Једрена, у којој се наводе и подаци да долазе беземљаши из других санџака и насељавају се у зворничком крају, а 1552. године се спомиње Зворничка митрополија и сукоби са турским властима око крштавања и покрштавања досељеног становништва у ову област. Аустријски војни свештеник Рудолф Бзенски из Чешке, обилазећи ове крајеве у зиму 1688/69. године, поред осталог, наводи да православни свет много пости пред велике празнике, а уз тај пост пије неумерено пиво и ракију, а пиво прави од проса. Такође, он наводи да су Турци опседали Зворник 10. јуна 1689. године, да се из њега повукла аустријска војска и да су тада исељени његови православни становници који се већ наредне године спомињу у Будиму.
Након повлачења турске војске после пораза под Бечом, фронт се зауставио на реци Сави и северним падинама Мајевице, где су вођене борбе око освајања градова Зворника и Бијељине и граница је померана од корита Саве према Мајевици и враћана у више наврата. Турци дефинитивно губе своје позиције у Средњој Европи после Пожаревачког мира и своје границе учвршћују на Сави и Дунаву, задржавајући Балканско полуострво у саставу свог царства.
На етничку структуру и бројно стање становништваза време за време турске окупације у Босни, Семберији и Мајевици, утицали су многи чиниоци, а посебно досељавање и исељавање, неродне године, велики зулуми и тешки намети, свакојака насиља и прогони, одвођење становништва у ропство, узимање данка у крви, устанци и ратни метежи, тешки кметски односи, присилно премештање становништва, стални ратни походи и пролази војске, својевољне миграције и метастазичка кретања, грађански ратови и уопште несређене и тешке социјалне, економске, политичке и привредне прилике. У овим несређеним приликама највише су страдали Срби православци чија је популација била непрестано угрожена одвођењем најбоље мушке деце у јаничарске редове, сваке четири године, путем „данка у крви”, заробљавањем мушког и женског одраслог становништва и одвођењем на пијацу робова у Габелу и друге тргове, где су се одводили у друге земље. Ђорђе Пејановић наводи да је за време упада аустријског војводе Перчинлије 1690. године у Босну, одведено из области Соли преко три хиљаде људи, а након великог похода принца Еугена Савојског на Босну преко 40.000 људи је напустило ово подручје и настанило се преко Саве у Угарску и друга прекосавска подрчја. Становништво Семберије и Мајевице је страдало и провалом принца Баденског преко Саве у Босну, као и у другим ратовима и бунама које су подизане против турске власти од стране хришћанског живља, што је проузроковало популациону стагнацију и доводило је до демографске ерозије. Оваква динамична померања на Мајевици и у Подрињу, као граничном подручју између две цивилизације, европско-хришћанске и оријеннтално-исламске, довешће до заостајања свих облика развоја, привредног, културног и демографског. Поред ратних, и друге околности су утицале на стагнацију прираста становништва на овом простору у вишевековном периоду турске владавине, а односе се на дугогодишње епидемије заразних болести, неродне и гладне године и немогућност успостављања стабилнијег привредно-економског поретка. У таквим кризним периодима становништво се проређивало и смањивало и поред високог природног прираштаја.
Хришћанско становништво са овог подручја је према истраживањима динарског порекла, а његово премештање према овим крајевима је трајало скоро пуна два века. Углавном, то су били сточари из Херцеговине који су добровољно насељавали пуста подручја Мајевице, Подриња, Посавине и Семберије, крећући се скоро увек истим правцем у потрази за новим и незаузетим испасиштима и плодним ораницама. Досељеникци су били српског етничког порекла, па није било већих промена у етничком карактеру становништва на Мајевици и у другим крајевима Подриња. Православно српско становништво највише је насељавало Мајевицу и Семберију у другој половини 17. века. Према Миленку Филиповићу, у том периоду највише становништва је дошло из источне Херцеговине, Црне Горе и југозападне Србије, и да се то насељавање продужило све до половине 19. века. Поузданих података о броју досељених становника православне вере на Мајевицу и у Семберију нема, јер попис није вршен, али француски војни изасланик у Босни Сомет де Фосе наводи да је почетком 19. века у Босни било 500.000 „Грка”, односно православних, много више него католика и скоро исто као и муслимана. Опустела територија Мајевице и Семберије насељавана је у 18. и 19. веку на два начина, спонтано и организовано. Први начина је текао као последица ратова између Турака и Херцеговаца и Црногораца у источној Херцеговини и Црној Гори. Ти ратови су доводили до великог погрома становништва, нарочито мушкараца и доводили до исељавања у Америку и друге крајеве Босне и Србије. На исељавање су утицали и сушне и гладне године, заразне болести и висок наталитет становника у источној Херцеговини и Црној Гори. Тај спонтани и присилни начин се у народу зове „бјежанија”, а њој су доприносили и лични, појединачни сукоби и убиства турских силника, након чега је извршилац убиства бежао у даље крајеве.

## Становништво
Први насељеници су имали бројно потомство, па се од 1735. године до првог аустроугарског пописа 1880. године развило у велико село. Село је било добро насељено са густином од 3,8 становника по кући. Највећи број је износио 6,47 становника по кући при попису из 1940.године. У том периоду није било никаквог исељавања јер је економија села била добра, а наталитет висок. Због изградње рудника село је већим делом исељено па је на попису 1991. године забележен значајан пад у броју становника. Према попису из 2013. године у овом насељу је живело 311 становника, а насеље је углавном насељено Србима.
| Националност | 2013.       | 1991.     | 1981.         | 1971.        | 1961.         |
| Срби         | 305 (98,1%) | 494 (99%) | 1.974 (94,5%) | 2.600 (100%) | 2.604 (99,8%) |
| Југословени  | —           | 3 (0,6%)  | 109 (5,2%)    | —            | —             |
| Муслимани    | —           | 1 (0,2%)  | 1 (0,05%)     | —            | —             |
| Хрвати       | —           | —         | 1 (0,05%)     | —            | 5 (0,2%)      |
| Бошњаци      | 1 (0,3%)    | —         | —             | —            | —             |
| остали       | 5 (1,6%)    | 1 (0,2%)  | 3 (0,1%)      | —            | —             |
| Укупно       | 311         | 499       | 2.088         | 2.600        | 2.609         |

| Демографија | Демографија | Демографија |
| Година      | Становника  | Становника  |
| ----------- | ----------- | ----------- |
| 1948.       | 2.053       |             |
| 1953.       | 2.308       |             |
| 1961.       | 2.609       |             |
| 1971.       | 2.600       |             |
| 1981.       | 2.088       |             |
| 1991.       | 499         |             |
| 2013.       | 311         |             |

### Родови
У Богутовом Селу су 2000. године по засеоцима живеле следеће фамилије:
Муката: Лукићи, тринаест кућа и славе Никољдан. Николићи, четири кућа и славе Никољдан. Ђокићи, две куће и славе Никољдан. Голубовићи, шест кућа и славе Аранђеловдан. Николићи (Стеванићи), три куће и славе Јовањдан. Ћирићи, пет кућа и славе Јовањдан. Тодоровићи, две куће и славе Арлијевдан. Спасојевићи, пет кућа и славе Јовањдан. Мијићи, једна кућа и славе Мратињдан. Мићићи, једна кућа и славе Никољдан.
Станковићи: Гајићи, осам кућа и слвве Никољдан. Ристићи, две куће и славе Ђурђиц. Лазићи, једна кућа и славе Мратињдан. Мијићи, четири куће и славе Тројице. Перићи, четири куће и славе Тројице. Лазићи, четири куће и славе Мратињдан. Тодоровићи, три куће и славе Арлијевдан. Крстићи, једна кућа и славе Никољдан. Вићићи, четири куће и славе Арлијевдан. Пајићи, једна кућа и славе Тројице. Марковићи, три куће и славе Арлијевдан. Павловићи, три кће и славе Илино. Мијићи, четири куће и славе Илино. Ристићи, три куће и славе Јовањдан. Ђокићи, осам кућа и славе Јовањдан. Вићићи, три куће и славе Тројице. Радовановићи, дванаест кућа и славе Лазаревдан.
Видовићи: Крстићи, шест кућа и славе Никољдан. Радовановићи, шест кућа и славе Никољдан. Лукићи, једна кућа и славе Никољдан. Тодоровићи, три куће и славе Никољдан. Крстићи, једна кућа и славе Никољдан.
Брђани: Перићи, десет кућа и славе Јовањдан. Симићи, шест кућа и славе Јовањдан. Пајићи, једна кућа и славе Тројице. Ђурићи, девет кућа и славе Јовањдан. Вићићи, две куће и славе Јовањдан. Станојевићи, две куће и славе Аранђеловдан. Тодоровићи (Кајганићи), пет кућа и славе Јовањдан. Перићи, једна кућа и славе Јовањдан. Милутиновићи, једна кућа и славе Јовањдан. Мићићи, две куће и славе Јовањдан. Радовановићи, једна кућа и славе Јовањдан. Новаковићи, четири куће и славе Јовањдан. Лукићи, осам кућа и славе Јовањдан. Никићи, једна кућа и славе Мратињдан.
Сарије: Јовановићи, једна кућа и славе Никољдан. Вићићи, једна кућа и славе Лазаревдан. Стојановићи, једна кућа и славе Никољдан. Радовановићи, две куће и славе Никољдан. Петровићи, пет кућа и славе Никољдан. Јосиповићи, једна кућа и славе Томондан. Миловановићи, четири куће и славе Никољдан. Манојловићи, три куће и славе Никољдан. Деспотовићи, две куће и славе Ђурђевдан.
Доњи Вучјак: Радовановићи, девет кућа и славе Лазаревдан. Савићи, једна кућа и славе Савиндан. Наћићи, једна кућа и славе Никољдан. Цвјетиновићи, четири куће и славе Никољдан. Томићи, једна кућа и славе Ђурђевдан. Стевићи, пет кућа и славе Лазаревдан. Симеуновићи, две куће и славе Лазаревдан. Новаковићи, једна кућа и славе Лазаревдан. Мирковићи, четири куће и славе Лазаревдан. Ђукићи, две куће и славе Стјепањдан. Петровићи, две куће и славе Стјепањдан.
Прокос: Никићи, четрнаест кућа и славе Мратињдан. Пајићи, једна кућа и славе Тројице. Драгићи, тринаест кућа и славе Тројице. Митровићи, једна кућа. Лазићи, две куће и славе Мратињдан.
Фамилије по засеоцима, које су се преселиле у Угљевик:
Муката: Лукићи, три куће.
Станковићи: Ристићи, три куће.
Видовићи: Тодоровићи (Јелкићи), једанаест кућа и славе Никољдан. Лазићи, једна кућа и славе Ђурђиц. Мирићи, четири куће и славе Никољдан. Марјановићи, осам кућа и славе Никољдан. Миловановићи, три куће и славе Никољдан.
Томићи: Тодоровићи, шест кућа и славе Аранђеловдан. Миљановићи, осам кућа и славе Аранђеловдан. Митровићи, једанаест кућа и пет кућа у Тобуту, славе Ђурђевдан. Радовановићи, осам кућа и славе Ђурђевдан. Грујичићи, дванаест кућа и славе Ђурђевдан.
Грабовци: Симићи, две куће и славе Аранђеловдан. Мићићи, четири куће и славе Јовањдан. Јовићи, шест кућа и славе Аранђеловдан. Станојевићи, три куће и славе Аранђеловдан. Радовановићи, седам кућа и славе Јовањдан. Вићићи, четири куће и славе Ђурђевдан. Лазаревићи, једна кућа и славе Никољдан. Стевановићи, седам кућа и славе Лучиндан. Симикићи, три куће и славе Мратињдан. Ђукићи, осам кућа и славе Јовањдан. Тодоровићи (Кајганићи), шест кућа и славе Јовањдан.
Кошарићи: Обрадовићи, шест кућа и славе Лазаревдан. Симикићи, двадесетдевет кућа и славе Мратињдан. Радовановићи, седам кућа и славе Михољдан. Ђокоћи, две куће и славе Мратињдан. Докићи, једна кућа и славе Мратињдан. Тешићи, три куће и славе Мратињдан. Лазићи, две куће и славе Мратињдан. Божићи, пет кућа и славе Мратињдан. Пајићи, шест кућа и славе Тројице. Беновићи, две куће и славе Тројице. Петровићи, једна кућа и славе Мратињдан. Лазићи, седам кућа и славе Стјепањдан. Новаковићи (Јефтићи), четири куће и славе Стјепањдан. Миливојевићи (Савићи), седам кућа и славе Јовањдан.
Сарије: Вићићи, две куће. Стојановићи, четири куће. Петровићи, једна кућа. Јосиповићи, три куће. Миловановићи, шест кућа. Манојловићи, осам кућа. Деспотовићи, три куће.
Горњи Вучјак: Марковићи, седам кућа и славе Никољдан. Ставановићи, седам кућа и славе Стјепањдан. Мићановићи, једанаест кућа и славе Никољдан. Стојановићи, четири куће и славе Никољдан. Лазићи, једна кућа и славе Стјепањдан. Ђукићи, три куће и славе Стјепањдан. Миловановићи (Цваткићи), пет кућа и славе Ђурђевдан. Томићи, три куће и славе Лазаревдан. Игњатовићи, три куће и славе Никољдан. Ђурићи, три куће и славе Лучиндан. Петричевићи, једна кућа и славе Ђурђевдан.
Доњи Вучјак: Петровићи, две куће и славе Стјепањдан. Ђукићи, четири куће и славе Стјепањдан. Радовановићи, четири куће и славе Лазаревдан. Мирковићи, две куће и славе Лазаревдан. Симеуновићи, једна кућа и славе Лазаревдан.
Прокос: Никићи, две куће. Симикићи, пет кућа. Новаковићи, четири куће. Пајићи, четири куће.

### Језик
У Богутовом Селу се говори српским језиком штокавског наречја и ијекавског изговора. То је говор источне Херцеговине које је пренет у досељене крајеве. Речи које се данас употребљавау у Херцеговини и Црног Гори, као и начин њиховог изговарања, а посебно наглашавања у склопу реченице, не могу се на исти начин изговарати у Богутовом Селу, иако је становништво пореклом из источне Херцеговине иил Црне Горе. Некада, пре два и по века, када се становништво досељавало у ове крајеве, сви су говорили на исти начин. У том некадашњем језику има много архаизама и необичних израза који су се током времена изгубили код становника Богутовог Села и попримили мекше и растегнутије облике, али се у целости задржао ијекавски изговор. У претходном периоду у говору је било много више турцизама, германизама, мађаризама као и провинцијализама. Данас се говор села приближно или скоро изједначио са књижевним језиком.

### Религија
Становништво Богутовог Села је православне вероисповести од самог његовог оснивања и насељавања из јужних динарских крајева, Херцеговине и Црне Горе, половином 18. века. За време турске окупације о изградњи православног храма у селу се није могло говорити, пошто турска власт то није дозвољавала јер је постојала већ изграђена црква у Горњем Забрђу, чији свештеник је истовремено био богутовачки парох. Доласком нове аустроугарске власти били су створени услови за изградњу, али се верска служба и даље обављала у другим парохијама. Богутово село је територијално пространо, дугачко око 6 км и постављено на једној долини и два узвишења, Мукати и Вучјаку, па је због велике разбијености и удаљености кућа једне од друге, свештеницима посао био веома отежан. Становници Мукате су у више наврата тражили да им се помогне да изграде православни храм на Ћустеништу, али су становници Вучјака и Сарије били против, јер би им храм био превише удањен од њихових кућа. Због подељености мештана око места за изградњу цркве, као и немогућности њене изградње у средишту села, село се жалило Тузланско-зворничкој епархији како би се овај проблем решио, тј. да се формира посебна парохија Богутово Село, јер је до тада била заједничка парохија Забрђе и Богутово Село, у којој је било 611 домова и 3.845 становника. На заједничкој седници парохијана Забрђа и Богутовог Села, одржаној 11. децембра 1912. године, одлучено је да се из захедничке парохије издвоји посебна парохија Богутово Село која се дели на два дела, тако да део парохија Муката, Станковићи и Брђани припадају парохији Забрђе, а други део Вучјак, Грабовци и Сарије парохији Угљевик. На основу ове заједничке одлуке Епархијски црквени суд митрополије зворничке у Тузли, на седници одржаној 21. фебруара 1913. године, донео је решење о овом раздвајању тако да је Богутово Село припадало двема парохијама, забрђанској и угљевичкој. Због тога су становници Мукате и Станковића учествовали у изградњи нове камене цркве у Горњем Забрђу, на Трпези. Црква је заједнички изграђена 1913. године за потребе парохијана Богутовог Села и Забрђа.
У доба Краљевине СХС и Краљевине Југославије, могућност за изградњу цркве у Богутовом Селу није постојала због ове подељености села, па су мештани једину могућност за изградњу цркве видели у поновном спајању у једну парохију богутовачку. На захтев богутовачких парохијана, одлуком Светог архијерејског синода од 6. фебруара 1940. године, одобрава се оснивање нове парохије богутовачке у Угљевику, у Архијерејском намесништву бијељинском а на основу Одлике сеоског сабора од 20. априла 1939. године. Седиште парохије је у Угљевику - Мајдану. Исте године су Богутовци поставили темеље новој богутовачкој цркви у Угљевику, на Мајдану, на земљишту које је цркви поклонио солунац Јован Мићановић. Богутовачку парохију чини цело Богутово Село са 364 домова и 2.355 житеља и она се овом одлуком издвојила из угљевичке парохије. Одлуку је донео епископ зворничко-тузлански Нектарије 13. марта 1940. године.
Други светски рат је прекинуо започете радове на изградњи прве богутовачке цркве а нова комунистичка власт након рата, из идеолошких разлога, није дозволила наставак изградње цркве па су изграђени темељи зарасли у коров. Мештани су и даље тражили да се наставе радови на изградњи започетих темеља цркве на Мајдану. Њихови захтеви и молбе нису услишени, али је постигнут компромис да се уместо изградње овог храма одобри изградња заједничке цркве за Угљевик и Богутово Село, у Угљевику, на брду изнад рударског насеља које се зове Стари Угљевик. Храм је започет 1967. године, а завршен 1969. године када је и освештен. Међутим, Зворничко-тузланска епархија и мештани Богутовог Села се нису мирили тиме и у више наврата су од нових власти тражили да им се одобри изградња новог храма у њиховом селу. Поред стогодишње жеље мештана Богутовог Села да изграде цркву у свом селу, дочекали су да им храм саграде руске мировне трупе, у оквиру мировних јединица СФОР-а, стационираних у Богутовом Селу. На комплексу Термоелектране, 1996. године, саградили су малу дрвену цркву, у којој су поред руских, богослужење обављали и српски свештеници. Руска војска је Републику Српску напустила 2002. године, а становништву Богутовог Села је остао храм за богослужење.
Изградњом нове велике православне цркве Свете Петке Параскеве у Новом Угљевику, задовољене су све духовне потребе грађана овог градића, чији су становници многи Богутовци, који су се ту преселили након изградње новог рудника у њиховом селу. Тако су пресељени Богутовци добили храм на територији где живе, док они који су остали у селу га и даље немају.

## Образовање
Прва основна дворазредна школа је изграђена 1922. године у Грабовцима на земљишту Млађена Тешића, поред пута који се из Вучјака спушта у Баре, на простору који је служио као молитвиште и вашар за сеоску молитву. За време Другог светског рата школа је запаљена, али је 1948. године обновљена. Због клизишта је 1969. године сама срушила. Нова школа је направљена исте године у Барама, имала је две учионице и стан за учитеља. У њој су ђаци похађали наставу до 1979. године, када је због потребе отварања рудника срушена. Тако је Богутово Село дефинитивно остало без основне школе. Ђаци из Мукате иду у школу у Малешевцима, а из преосталих заселака у школу у Новом Угљевику.
Река Мезграјица је често за време великих летњих киша плавила школско двориште, па се настава у тим данима прекидала. Школа у Барама је имала велико школско двориште и две учионице увек пуне ђака са 2 до 4 учитеља, од којих су брачни учитељски парови становали у стану који је изграђен за ту намену. Школско двориште и сама школа су били центар окупљања омладине целог Богутовог Села, осим Мукате која је имала изграђену читаоницу и просторије за сва друштвена збивања, вечерње забаве, приредбе и спортска такмичења.

## Спорт
Прве спортске активности у Богутовом Селу почеле су оснивањем Друштва „Соко” у Угљевику, тридесетих година 20. века, чији су оснивачи и први вежбачи били Петар Радовановић и Вукашин Рањкић из Вучјака и браћа Неђо и Јанко Лукић из Мукате, сви као школарци у Бијељини и Брчком. Неђо Лукић је припадао Брчанском соколском друштву, јер је био ђак у Трговачкој академији, и као одличан гимнастичар је учествовао на Спартакијади у Прагу. После Другог светског рата, богутовачки ђаци који су се школовали ван села, донели су прву фудбалску лопту, кожну, напумпану и почели са играњем по сеоским ливадама и испасиштима уз речна корита и заравни. На Мукати је то била ледина Милаћа, поред Јање, и зараван Штирц на Мајдану, који је после поравњен и претворен у прво фудбалско игралиште, на коме су се играле званичне утакмице. У Угљевику је око 1950. године основан Фудбалски клуб „Рудар”, за који су иглари многи Богутовци, Ђорђе Петричевић, Бранко Лазић, Ристо Мјић, Жико Лукић, а касније и многи млађи момци.
У Богутовом Селу је 1958. године основан Фудбалски клуб „Младост”. Његов први састав су сачињавали момци из Вучјака, Перо Мићановић, Бранко Миливојевић, Здравко Лазић, Ђорђо Мићановић, Обрен Стевановић и други. Клуб је био активан у сеоским такмичењима па је 1964/65. године освојио прво место. Све до 1992. године за такмичење су користили игралиште „Рудара” на Мајдану и на њему освајају више првих места у међуопштинским лигама и прелазни трофеј у Семберијској лиги.
У току Одбрамбено-отаџбинског рата погинуло је у јединицама ВРС седам фудбалера „Младости”. Успомену на њих клуб чува организовањем такмичења, а у њихову славу је на клупској згради подигнута спомен плоча са именима: Мићо Гајић, Гојко Деспотовић, Рајко Крстић, Радоје Крстић, Мирослав Јовић, Дарко Мићановић и Здравко Тодоровић.
После рата почело се са изградњом новог фудбалског игралишта и клупских просторија у Новом Угљевику. На новом стадиону је 22. августа 2001. године одиграна прва утакмица, у којој је „Младост” победила „Јединство” из Роћевића резултатом 2:1. Клуб је наставио да постиже значајне успехе и победе, прво у општинској, затим у IV лиги подручја „Семберија—Мајевица—Бирач” и у кратком року прелази у виши рант такмичења, III лигу Фудбалског савеза Републике Српске.

## Познате личности
- Љубомир Гајић, академски сликар, први председник Удружења ликовних и примијењених умјетности Републике Српске
- Митар Мирић, естрадни уметник.